# Route nationale 8 (Guinée)
Pour les articles homonymes, voir Route nationale 8.
La route nationale 8 (N8) est une route nationale en Guinée, commençant à Labé à la sortie de la N5 et se terminant à Mali où elle est prolongée par une rue sans numéro. 
La route nationale 8 fait 125 kilomètres de long,,.

## Parcours
- Labé
- Yembering
- Mali[4]